# Hoya ruscifolia
Hoya ruscifolia är en oleanderväxtart som beskrevs av Joseph Decaisne. Hoya ruscifolia ingår i släktet Hoya och familjen oleanderväxter. Inga underarter finns listade i Catalogue of Life.